# 宮崎寬務
宮崎 寛務（1987年5月7日—），日本男性聲優，特技是射箭。

## 出演作品

### 電視動畫
2007年
- 銀魂（同心B）
- 守護甜心（服務員）
- 悲慘世界 少女珂賽特（警官）

2008年
- 水星領航員（年輕父親）
- 惡作劇之吻（牛丼店客人、A班班導、醫生、弟子B、醫學講師）
- 黑執事（印度人A）
- 鬼太郎（2007年版）（邪鬼、作業員、雪男、村人）
- SKIP BEAT！華麗的挑戰（AD）
- 西洋古董洋菓子店（男性客人）
- 噬魂者（幹部A、學生C、不良少年C、男學生）
- 伯爵與妖精（手下B）
- 美肌一族（船員、男社員）
- 非常辣妹（機器人研究會學長、大叔、工藤同學）
- 波菲的漫長旅程（神父、傑里諾、亨利‧賈索、老闆）
- 魔法使的條件 夏日天空（鳴澤悟、路人的父親、野宮、男性、車站廣播、男生B）
- 藥師寺涼子怪奇事件簿（武裝男A、年輕人C）

2009年
- 四葉遊戲（三木龍正）
- 你好 安妮 ～Before Green Gables（亨利）
- 秀逗魔導士EVOLUTION-R（客人C）
- 聖劍鍛造師（魚店老闆）
- 戰場女武神（Musaad Mayfield）
- 大正野球娘。（納豆店老闆、中村、大叔、小偷A、林原、管理人）
- 戰鬥司書 The book of Bantorra（カヤス、カルネ）
- 科學超電磁砲（不良少年、醫生）
- 七龍珠改（弗利沙的部下<克兰贝里>）
- BASQUASH!（署長）
- 初戀限定。（高中老師）
- Battle Spirits 少年激霸彈（兵士C）
- 潘朵拉之心（酒館客人A、觀眾）
- 航海王（海賊、海兵、醫生、男、看守）

2010年
- SD鋼彈三國傳 Brave Battle Warriors（高順拜葉特、徐晃大蛇）
- 王牌投手 振臂高揮 ～夏季大會篇～（齋藤優）
- 怪談餐廳（高遠原）
- 只有神知道的世界（武士、男學生、播放器、司儀、町人）
- 吸血鬼同盟（リロイ）
- 咎狗之血（兵士）
- 笨蛋，測驗，召喚獸（根本恭二）
- 花圈圈幼稚園（花店老闆、流氓、編輯長）
- 吊帶襪天使（ジョックス）
- 變身！公主偶像（警衛、客人A、送貨員B、教練、舞台導演、觀光客）
- 戰鬥陀螺 鋼鐵奇兵（男性）
- 出包王女（司機）
- 熱拳本色（影道ボクサー）
- 大小姐×執事！（電影院客人）
- 動物偵探奇魯米（山田Takao）

2011年
- 異國迷宮的十字路口（男性、紳士2、路人、運貨人）
- 只有神知道的世界2（男學生、門徒、3D角色）
- 機動戰士鋼彈AGE（兵士）
- 紙箱戰機（神崎ショウ）
- 數碼寶貝合體戰爭（射手獸）
- 魔法禁書目錄2（ロッド）
- 笨蛋，測驗，召喚獸2（根本恭二）
- Battle Spirits Brave（兵士2）
- 熱拳本色 世界大會篇（義大利代表C、大會委員B）

2012年
- 聖鬥士星矢Ω（ギュネイ、鍋物店老闆、不良首領、大叔、忍者、學生）

2013年
- 魔奇少年 The Kingdom of Magic（李青秀）

2014年
- 排球少年！！（池尻隼人）
- 宇宙浪子 第2期（ホレイショウ）

2015年
- 那就是聲優（事務員）
- 櫻桃小丸子（老人A、哈魯吉翁王子、三田、佐藤、田中叔叔）
- 一拳超人（背心老虎坦克）

2017年
- 正確的卡多（外務官僚）

2019年
- 一拳超人 第2期（背心老虎坦克）

2020年
- Asatir 未來的傳說故事（老人、長兄阿德哈姆、威爾、旅人、友人）

### 劇場動畫
2009年
- 佛陀再誕－The REBIRTH of BUDDHA
- 航海王電影：強者天下

2010年
- 銀魂劇場版 新譯紅櫻篇

2011年
- 佛陀 -美麗的紅色沙漠-

2012年
- 給小桃的信（電視播報）
- 航海王電影：Z

2014年
- Wake Up, Girls!七位偶像（拉麵店店主）

2016年
- 航海王電影：GOLD

2019年
- 我的英雄學院劇場版：英雄新世紀（英雄）

### OVA
- 異世界聖機師物語（ニール、シュリフォン王、クリフ的伯父、アウラ的隨從2）
- 聖鬥士星矢 THE LOST CANVAS 冥王神話（冥鬥士）
- 亂馬½ 惡夢!春眠香（橄欖球社員A）
- 戰場女武神3 為誰而負的槍傷（正規軍隊長、部下）
- 笨蛋，測驗，召喚獸 ～祭～（根本恭二）

### 遊戲作品
- 路尼亞戰記（ライアン）
- 戰場女武神（ムサード・メイフィールド）
- 戰場女武神2 加利亞王立士官學校（ヴァリオ・クラーツ、ジャミル・カイネス）
- 北斗無雙（山星不動、牙一族）
  - 真北斗無雙（山星不動、炎星赤煉）
- 戰國無雙系列（編年史2nd開始）（柳生宗矩）
- 戰國SLOT 信長之野望·天下創世（上杉謙信）
- 真·三國無雙7代猛將傳（陳宮）
- 真·三國無雙7代英傑傳（陳宮）
- 真·三國無雙8（陳宮）
- 真·三國無雙 起源（陳宮）
- 無雙OROCHI系列 (3代開始)（柳生宗矩、陳宮）

## 外部連結
- 事務所公開簡歷（页面存档备份，存于） （日語）